# طرخشقون أرجواني
طرخشقون أرجواني (الاسم العلمي:Taraxacum purpureum) هو نوع من النباتات يتبع جنس الطرخشقون من الفصيلة النجمية.